# Джылгысу
Джылгысу — река в России, протекает в Чегемском районе Кабардино-Балкарской республики. Длина реки составляет 13 км, площадь водосборного бассейна 39,4 км².
Начинается между горами Кюйгенкая и Кумтюбе. От истока течёт в восточном направлении мимо горы Ворлан, в среднем течении долина реки поросла берёзовым лесом. Устье реки находится в 80 км по левому берегу реки Чегем в селении Эльтюбю.

## Данные водного реестра
По данным государственного водного реестра России относится к Западно-Каспийскому бассейновому округу, водохозяйственный участок реки — Баксан, без реки Черек. Речной бассейн реки — реки бассейна Каспийского моря междуречья Терека и Волги.
Код объекта в государственном водном реестре — 07020000712108200004826.